# Gracillarioidea
Gracillarioidea là một siêu họ lớn bao gồm các họ côn trùng thuộc bộ Lepidoptera. Nhìn chung, siêu họ này bao gồm các loài bướm đêm nhỏ, ăn lá như các loài caterpillar. Có khoảng 113 chi được miêu tả phân bố trên toàn cầu, phổ biến nhất là loài sâu ăn lá thuộc họ Gracillariidae.